# Sepang (Taktakan)
Sepang is een bestuurslaag in het regentschap Serang van de provincie Banten, Indonesië. Sepang telt 7568 inwoners (volkstelling 2010).